# 17960 Liberatore
17960 Liberatore è un asteroide della fascia principale. Scoperto nel 1999, presenta un'orbita caratterizzata da un semiasse maggiore pari a 2,4267152 UA e da un'eccentricità di 0,1790617, inclinata di 3,37875° rispetto all'eclittica.